# 永兴 (钱宝通)
永兴（1708年冬季）为中国清朝时期反清领袖钱宝通的年号，前后共1季。
馮夢龍《紀載彙編》記載，「康熙戊子冬，太倉錢寶通海寇餘孽，奉為永興年號，糾合諸人，錢某預焉。事敗，錢某同一念和尚遁入海，至高麗。」

## 公元纪年对照表
| 永兴 | 元年   |
| ---- | ------ |
| 公元 | 1708年 |
| 干支 | 戊子   |

## 同期存在的其他政权年号
- 中國
  - 康熙（1662年－1722年）：清朝—康熙帝玄烨之年号
  - 永兴（1708年）：清朝时期—朱文非之年号
  - 天德（1708年）：清朝时期—张念一之年号
- 越南
  - 永盛（1705年－1720年）：后黎朝—裕宗黎维禟之年号
- 日本
  - 寶永（1704年－1711年）：东山天皇、中御门天皇之年號

## 參看
- 中國年號索引
- 其他时期使用的永兴年号